# Pringles FM
Pringles Fm es una emisora de radio argentina que transmite a través de la frecuencia modulada en 100.3 MHz, desde Coronel Pringles en la Provincia de Buenos Aires. Tiene un alcance aproximado de 90 km lo que le permite llegar a localizades vecinas. También puede ser sintonizada vía internet.

## Historia
Pringles FM surge por iniciativa de su director, José María Martel, quien ha estado vinculado a los medios desde 1987. En 1999 comienza con las emisiones de prueba, siendo el 24 de septiembre de ese mismo año su inauguración formal.
Comenzó a transmitir en la frecuencia de 102.5 MHz, pero se modificó a la actual frecuencia de 100.3 MHz.
En el año 2001 consigue la licencia definitiva del COMFER, el cual le otorga como señal distintiva LRI 947.